# Higashiyama
Higashiyama (東山天皇, Higashiyama Tennō, 21 octobre 1675 - 16 janvier 1710) est le 113e empereur du Japon selon l'ordre de succession traditionnel. Il régna du 6 mai 1687 au 27 juillet 1709.

## Généalogie
Le nom propre de l'empereur avant son avènement au trône était Asahito (朝仁). Il était le cinquième fils de l'empereur Reigen.
- Les femmes de l'empereur Higashiyama[2]:
  - Impératrice Yukiko (幸子女王) - devenue Shōshū (承秋門院),
  - Kushige Yoshiko (櫛笥賀子) - devenue Shin-syuken (新崇賢門院)
  - Reizei Tsuneko (冷泉経子) - religieuse bouddhiste
- Les fils de l'empereur Higashiyama[2]:
  - 1er fils : Ichi-no-miya (一宮)
  - 2e fils : Ni-no-miya (二宮)
  - 3e fils : Kōkan (公寛法親王) - devenu prêtre bouddhiste
  - 4e fils : Hisa-no-miya (寿宮)
  - 5e fils : Yasuhito (慶仁親王) - devenu l'empereur Nakamikado
  - 6e fils : Kan'in-no-miya Naohito (閑院宮直仁親王) - père de Kan'in-no-miya Sukehito (閑院宮典仁), - grand-père de l'empereur Kokaku
- Les filles de l'empereur Higashiyama[2]:
  - 1re fille : Akiko (秋子内親王)
  - 2e fille : Tomi-no-miya (福宮)
  - 3e fille : Kōmyōjyō'in-no-miya (光明定院宮)
  - 4e fille : Syōsyuku (聖祝女王)

## Biographie
Asahito est devenu empereur après l'abdication de son père en 1687.

### L'ère Jōkyō
- Jōkyō 4, le 21e du 3e mois (2 mai 1687) : l'empereur abdiqua en faveur de son fils, Asahito, qui devint l'empereur Higashiyama[3].

### L'ère Genroku
- Genroku 2 (1689) : on bâtit à Edo le temple de Confucius (le Yushima Seidō ou shoheiko); et Hayashi Razan (林羅山, 1583-1657), fut nommé pour le desservir[4].
- Genroku 4 (1691) : on bâtit à Edo le temple Zeï do[5].
- Genroku 5 (1692) : le célèbre voyageur Engelbert Kaempfer était au Japon[6].
- Genroku 6 (1693) : le pont Shin Ohashi-bashi fut construit à Edo[6]. Ce pont n'était pas loin du pont de Ryōgoku, qui s’appelait alors « Ohashi ». Aujourd'hui, le pont actuel, datant de 1976, remplace celui construit en Genroku 9[7].
- Genroku 8, le 8e jour de la 2e lune (22 mars 1695): il y eut un grand incendie à do; et dans la même année, on plaça sur le revers des monnaies de cuivre le caractère 元 (ghen ou yuan en chinois, signification "rond, arrondi")[8].
- Genroku 9 (1696) : on bâtit le pont Eitai-bashi à travers la rivière Sumida à Edo[6]. Aujourd'hui, le pont actuel, datant de 1924, remplace celui construit en Genroku 9.
- Genroku 10 (1697) : grand incendie à Edo[6].
- Genroku 11 (1698) : il y eut encore un grand incendie à Edo. Une nouvelle salle fut construite dans l'enceinte du temple de Tó ye san[5].
- Genroku 13 (1700) : on rebâtit le temple Kitano-jinja à Miyako[6].
- Genroku 16, le 28e jour de la 11e lune (5 janvier 1704) : il y eut un grand tremblement de terre à Edo; et le jour suivant, un vaste incendie éclata dans la ville[9].

### L'ère Hōei
- Hōei gannen ou Hōei 1, le 7e mois (août 1704) : une partie de la ville d'Edo est submergée par une inondation[10].
- Hōei 2 (1705) : on rétablit le temple du Daibutsu à Nara[6].
- Hōei gannen ou Hōei 4, le 14e jour de la 10e lune (7 novembre 1707) : la ville d'Osaka souffre beaucoup d'un tremblement de terre très violent[11].

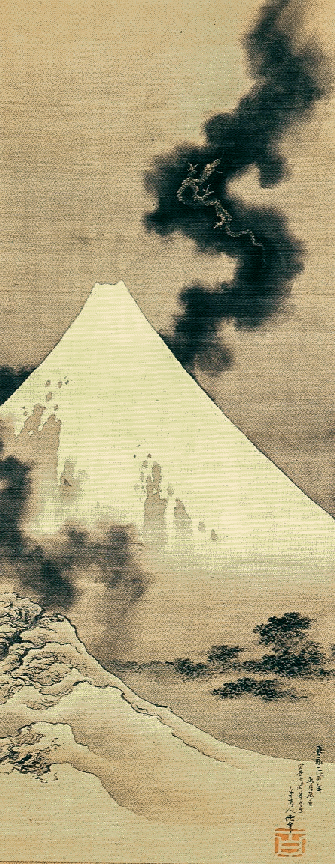
L'une des 36 vues du mont Fuji de Hokusai

- Hōei 4, le 22e jour de la 10e lune (15 novembre 1707) : l'éruption du mont Fuji de l'ère Hōei commence, dont les cendres tombent comme une pluie dans les provinces de Suruga, de Kai, de Sagami, de Musashi, et d'Izu[12].
- Hōei 5, le 8e de la 3e lune (17 avril 1709) : il y a un grand incendie à Miyako[13].
- Hōei 6, le 10e jour de la 1re lune (19 février 1709) : l'épouse du shogun Tokugawa Tsunayoshi le tue à coups de poignard et se perce ensuite le cœur. Ce dictateur, adonné au vice contre nature et n'ayant pas d'enfants, a jeté son dévolu sur l'un des fils du daimyo de Kai pour l'adopter et en faire son successeur. L'épouse du shogun, qui est une des filles de l'empereur, prévoyant que ce choix révolterait tous les grands du Japon, et qu'il est à craindre qu'il ne s'ensuivît une révolution dans l'empire, met tout en œuvre pour le dissuader de sa résolution. Ce n'est que quand elle voit que ses représentations sont vaines qu'elle le sacrifie à la tranquillité menacée de l'empire. C'est pour cette raison que la mémoire de cette princesse est encore aujourd'hui révérée dans tout le Japon[14].
- Hōei 6, le 4e mois (mai 1709) : Minamoto-no Tokugawa Ienobu, neveu de Tsunayoshi, lui succède comme shogun[15].
- Hōei 6, le 2e jour de la 7e lune (7 août 1709) : l'empereur abdique[16].
- Hōei 6, le 17e jour de la 12e mois (16 janvier 1710) : mort de l'empereur[17].

## Les ères du règne de Higashiyama-tennō
- Ère Jōkyō (貞享), 1684-1688
- Ère Genroku (元禄), 1688-1704
- Ère Hōei (宝永), 1704-1711

## Haplogroupe du Chromosome Y
L'Empereur Higashiyama appartenait à ADN-Y D1b1a2 (D-IMS-JST055457/CTS107), avec l’échantillon de la muqueuse buccale prélevé sur sa descendance paternelle. Par conséquent, tous les hommes qui appartiennent à cet haplogroupe ADN-Y sont les descendants de la maison impériale du Japon. Dans cette mesure, il est naturel d’attendre qu’il y aurait plus de 60 % de probabilité de l’empereur japonais descendent de l'ère Jomon du Japon,.